# European Molecular Biology Laboratory
O Laboratório Europeu de Biologia Molecular (EMBL) é uma organização intergovernamental dedicada à pesquisa em biologia molecular e é apoiada por 29 estados membros, um estado membro prospectivo e um estado membro associado. O EMBL foi criado em 1974 e é financiado através de fundos públicos de pesquisa dos seus estados membros. A pesquisa no EMBL é conduzida por mais de 110 grupos de pesquisa independentes e equipas de serviço que cobrem o espectro da biologia molecular.
O Laboratório opera a partir de seis locais: o laboratório principal em Heidelberg (Alemanha) e locais em Barcelona (Espanha), Grenoble (França), Hamburgo (Alemanha), Hinxton - o Instituto Europeu de Bioinformática (EBI), na Inglaterra - e Roma (Itália). Grupos e laboratórios do EMBL realizam pesquisas básicas em biologia molecular e medicina molecular, bem como treinam cientistas, estudantes e visitantes. A organização auxilia no desenvolvimento de serviços, novos instrumentos e métodos, e tecnologia em seus estados membros. Israel é o único estado membro pleno localizado fora da Europa.

## História
O EMBL foi idealizado por 
Leó Szilárd, 
James Watson e 
John Kendrew. Seu objetivo era criar um centro internacional de pesquisa, semelhante ao CERN, para rivalizar com o campo de biologia molecular fortemente dominado pelos americanos. Kendrew foi o primeiro Diretor-Geral do EMBL até 1982 sendo sucedido por Lennart Philipson. De 1993 a 2005, Fotis Kafatos assumiu o cargo de Diretor-Geral, seguido por Iain Mattaj, que liderou o EMBL de 2005 a 2018. Em 2018, Edith Heard foi nomeada a primeira mulher a ocupar a posição de Diretora-Geral.

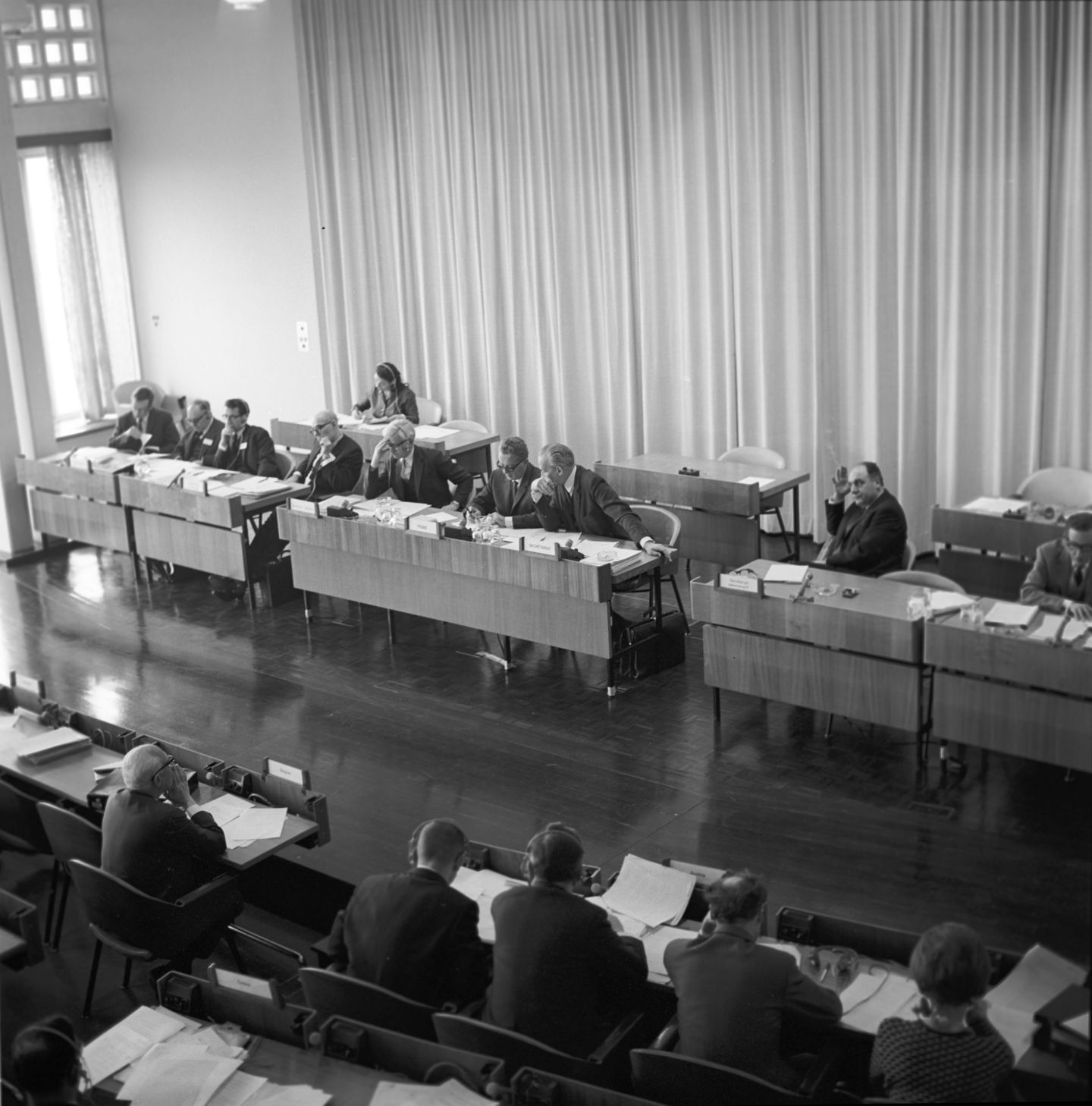
Em 1968, a Conferência Europeia de Biologia Molecular foi fundada no CERN, associando 14 governos ao EMBO, proporcionando à organização financiamento estável e independência científica. Isso levou ao estabelecimento formal do Laboratório Europeu de Biologia Molecular (EMBL) em 1974.

Heard anunciou o programa científico quinquenal da organização Molecules to Ecosystems a 19 de janeiro de 2022.

## Investigação

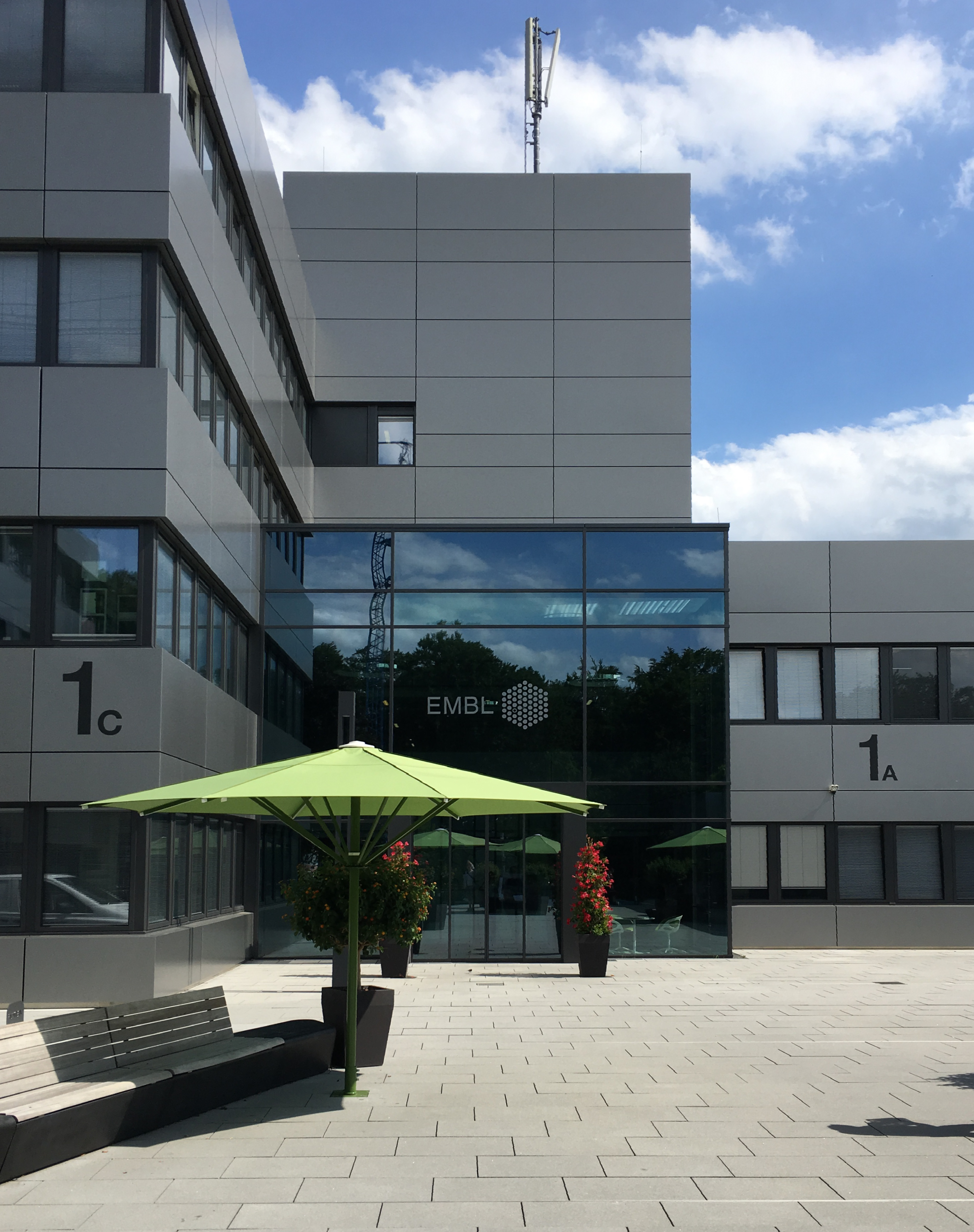
Entrada principal do EMBL em Heidelberg

Cada local do EMBL tem um campo de investigação específico. O EMBL-EBI é um centro para investigação e serviços de bioinformática, desenvolvendo e mantendo um grande número de bases de dados científicas gratuitas. Em Grenoble e Hamburgo, a investigação está focada na biologia estrutural.

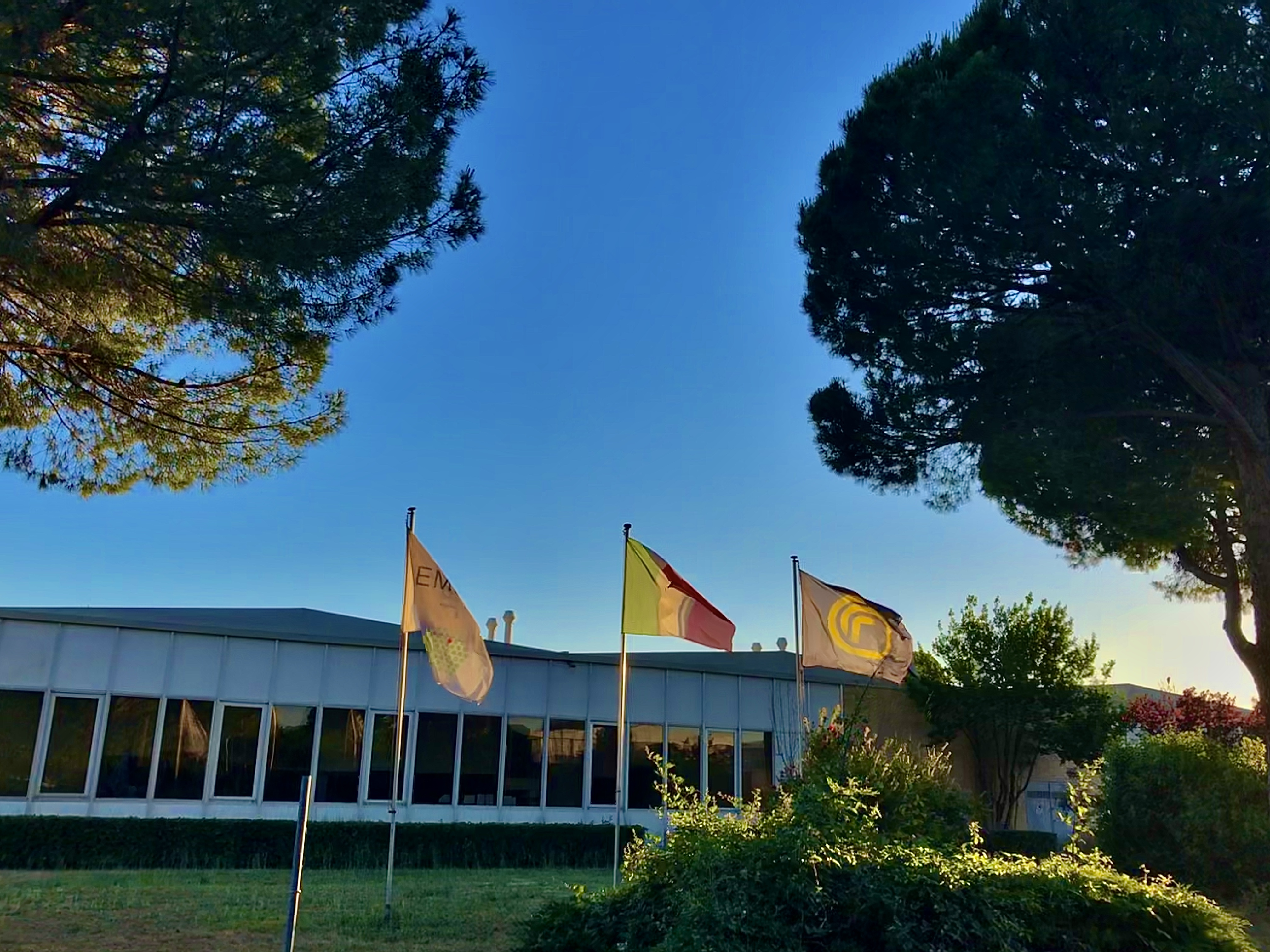
EMBL Roma

O site do EMBL em Roma é dedicado ao estudo da epigenética e da neurobiologia. Cientistas do EMBL Barcelona estão a explorar como os tecidos e órgãos funcionam e se desenvolvem, na saúde e na doença. Na sede em Heidelberg, existem unidades em biologia celular e biofísica, biologia do desenvolvimento, biologia genômica, biologia estrutural e biologia computacional, bem como grupos de serviços que complementam os campos de investigação mencionados.
Muitas descobertas científicas importantes foram feitas no EMBL. A primeira análise genética sistemática do desenvolvimento embrionário na mosca da fruta foi conduzida no EMBL por Christiane Nüsslein-Volhard e Eric Wieschaus, pelo que foram premiados com o Prémio Nobel de Fisiologia ou Medicina em 1995. No início da década de 1980, Jacques Dubochet e sua equipa no EMBL desenvolveram a microscopia eletrónica criogénica para estruturas biológicas. Foram premiados com o Prémio Nobel de Química em 2017.

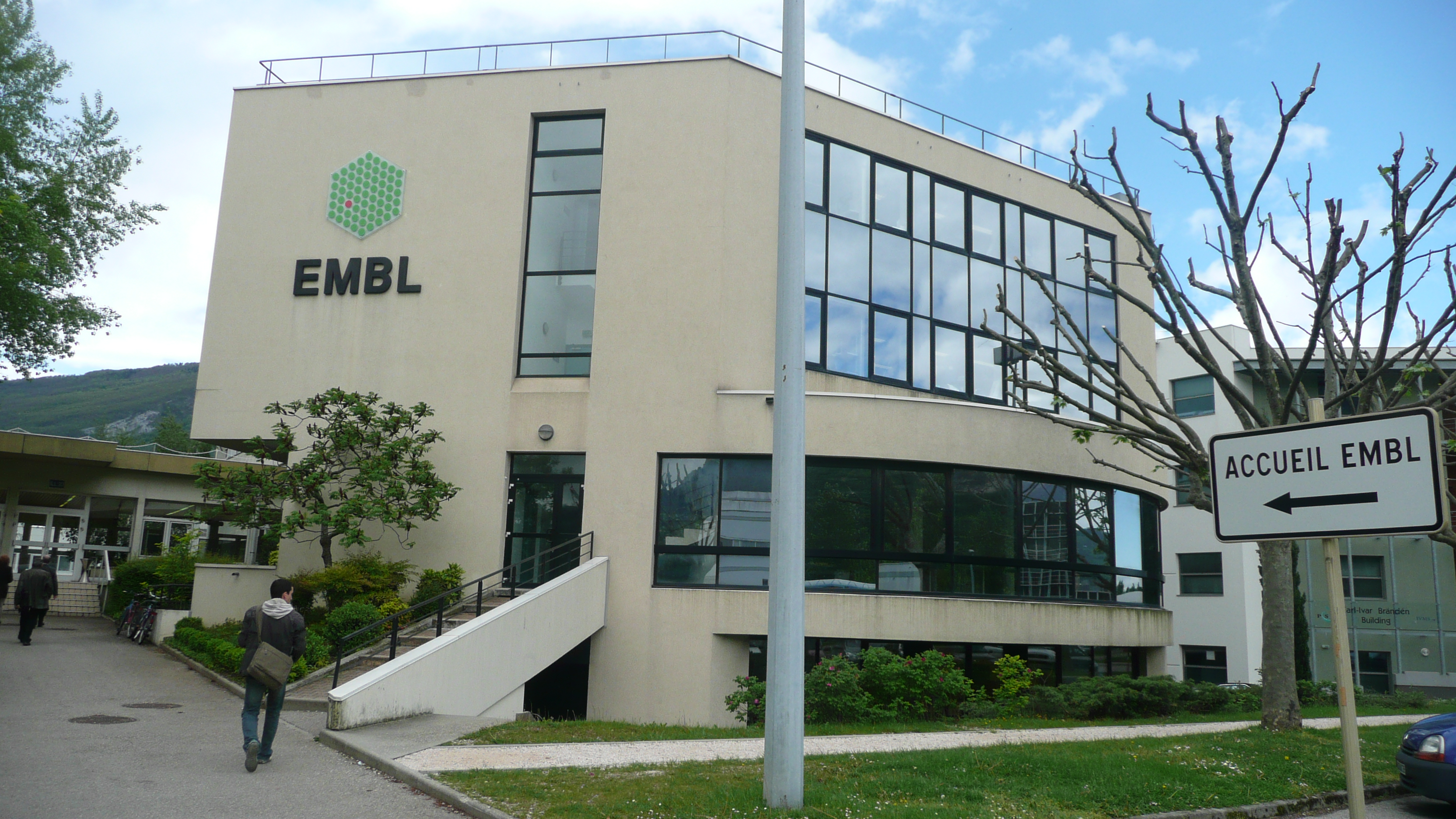
EMBL Grenoble

## Serviços Científicos
O EMBL identificou como missão central a prestação de serviços avançados de experimentação e dados a investigadores externos, incluindo biologia estrutural, instalações de imagem e sequenciação nos seus cinco locais na Europa. Em 2021, o EMBL concluiu um novo centro para microscopia de luz e elétrons de alta resolução na sua sede em Heidelberg – o Centro de Imagem EMBL. O centro está aberto a cientistas visitantes de todo o mundo e proporciona uma instalação de serviço única para as ciências da vida, combinando as mais recentes tecnologias de imagem com aconselhamento especializado e desenvolvimentos liderados pela indústria ainda não disponíveis de outra forma.

## Formação

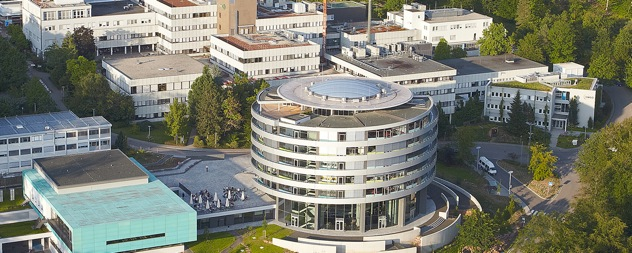
Edifícios do EMBL em Heidelberg, incluindo o novo Advanced Training Centre

A formação avançada é uma das cinco missões principais do EMBL. Ao longo dos anos, o Laboratório estabeleceu diversas atividades de formação, sendo o Programa Internacional de Doutoramento do EMBL (EIPP) o mais destacado – com cerca de 200 estudantes, desde 1997 possui o direito de atribuir o seu próprio grau, embora atualmente os estudantes recebam os seus diplomas de universidades parceiras. Outras atividades incluem o programa de pós-doutoramento, como o Programa Interdisciplinar de Pós-Doutoramento do EMBL (EIPOD) e o Programa de Visitantes.

## Centro Avançado de Formação do EMBL
Em março de 2010, o Centro Avançado de Formação do EMBL (ATC) foi inaugurado no campus principal em Heidelberg. Com a forma de uma dupla hélice, ele hospeda conferências científicas, seminários, cursos de formação e oferece acesso a laboratórios de treino e auditórios.
O ATC também abriga o European Learning Lab for the Life Sciences (ELLS) do EMBL , que oferece formação para professores do ensino secundário sobre os últimos desenvolvimentos em biologia molecular, e realiza um programa de divulgação para estudantes.

## Ciência e sociedade
O EMBL também promove um Programa Ativo de Ciência e Sociedade que oferece atividades e eventos sobre questões atuais na pesquisa das ciências da vida para o público em geral, e para a comunidade científica.

## Membros
O EMBL é atualmente composto por 29 estados membros, um estado membro associado e um estado membro prospectivo.
| Estados membros                | Ano de adesão |
| ------------------------------ | ------------- |
| Austria                        | 1974          |
| Bélgica                        | 1990          |
| Croácia                        | 2006          |
| República Checa                | 2014          |
| Dinamarca                      | 1974          |
| Estônia                        | 2023          |
| Finlândia                      | 1984          |
| França                         | 1974          |
| Alemanha                       | 1974          |
| Grécia                         | 1984          |
| Hungria                        | 2017          |
| Islândia                       | 2005          |
| Irlanda                        | 2003          |
| Israel                         | 1974          |
| Itália                         | 1974          |
| Letônia                        | 2024          |
| Lituânia                       | 2019          |
| Luxemburgo                     | 2007          |
| Malta                          | 2016          |
| Montenegro                     | 2018          |
| Países Baixos                  | 1974          |
| Noruega                        | 1985          |
| Polônia                        | 2019          |
| Portugal                       | 1998          |
| Eslováquia                     | 2018          |
| Espanha                        | 1986          |
| Suécia                         | 1974          |
| Suíça                          | 1974          |
| Reino Unido                    | 1974          |
| Estado membro prospectivo      |               |
| Sérvia                         | 2023          |
| Estado membro associado        |               |
| Austrália                      | 2008          |
| Antigo estado membro associado |               |
| Argentina                      | 2014–2020     |